# 980 Anacostia

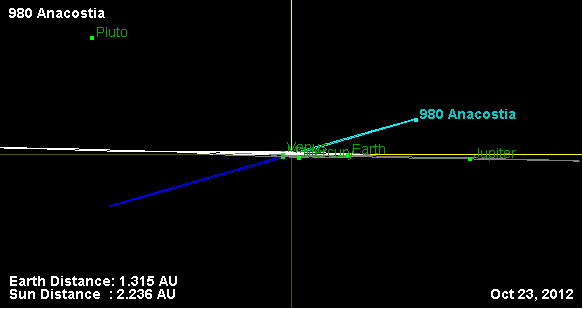
Quỹ đạo của 980 Anacostia và vị trí của nó vào ngày 23/10/2012

980 Anacostia là một tiểu hành tinh bay quanh Mặt Trời.